# Meno male che c'è papà - My Father
Meno male che c'è papà - My Father (Romulus, My Father) è un film del 2007 diretto da Richard Roxburgh.
La pellicola australiana segna l'esordio alla regia dell'attore Richard Roxburgh.
Il film è basato sul libro di memorie di Raimond Gaita, in cui racconta la vita del padre, Romulus.

## Trama
Raimond è un ragazzino e proviene da una famiglia di immigrati trasferitisi in Australia agli inizi degli anni '60: suo padre, Romulus, è rumeno e gestisce delle fattorie; la madre, Christina, è tedesca e vive a Melbourne. I due sono separati e il padre cade nella disperazione quando scopre che l'ex moglie si vede con il fratello del suo migliore amico. Raimond non riesce a capire il modo di comportarsi dei suoi genitori quando c'è da lottare contro la povertà e la costruzione di una casa nuova. Per lui, inoltre, si avvicina il momento della pubertà. Per andare avanti, Raimond fa suo il detto di una vecchia signora per cui ciò che si calcola e ciò che si ottiene non è la stessa cosa.

## Distribuzione
Il film è uscito direttamente in DVD il 30 giugno 2008.

## Riconoscimenti
- Australian Film Institute
  - Miglior film
  - Miglior attore a Eric Bana
  - Miglior attore non protagonista a Marton Csokas
  - Young Actor's Award a Kodi Smit-McPhee